# إسفغنون ألاسكي
إسفغنون ألاسكي (الاسم العلمي:Sphagnum alaskense) هو نوع من النباتات يتبع جنس الإسفغنون من الفصيلة الإسفغنونية.